# Cheumatopsyche alvarezi
Cheumatopsyche alvarezi is een soort fossiele schietmot uit de
familie Hydropsychidae. De soort komt voor in het Neotropisch gebied.